# Lygropia notata
Lygropia notata là một loài bướm đêm trong họ Crambidae.